# Glassinpapper

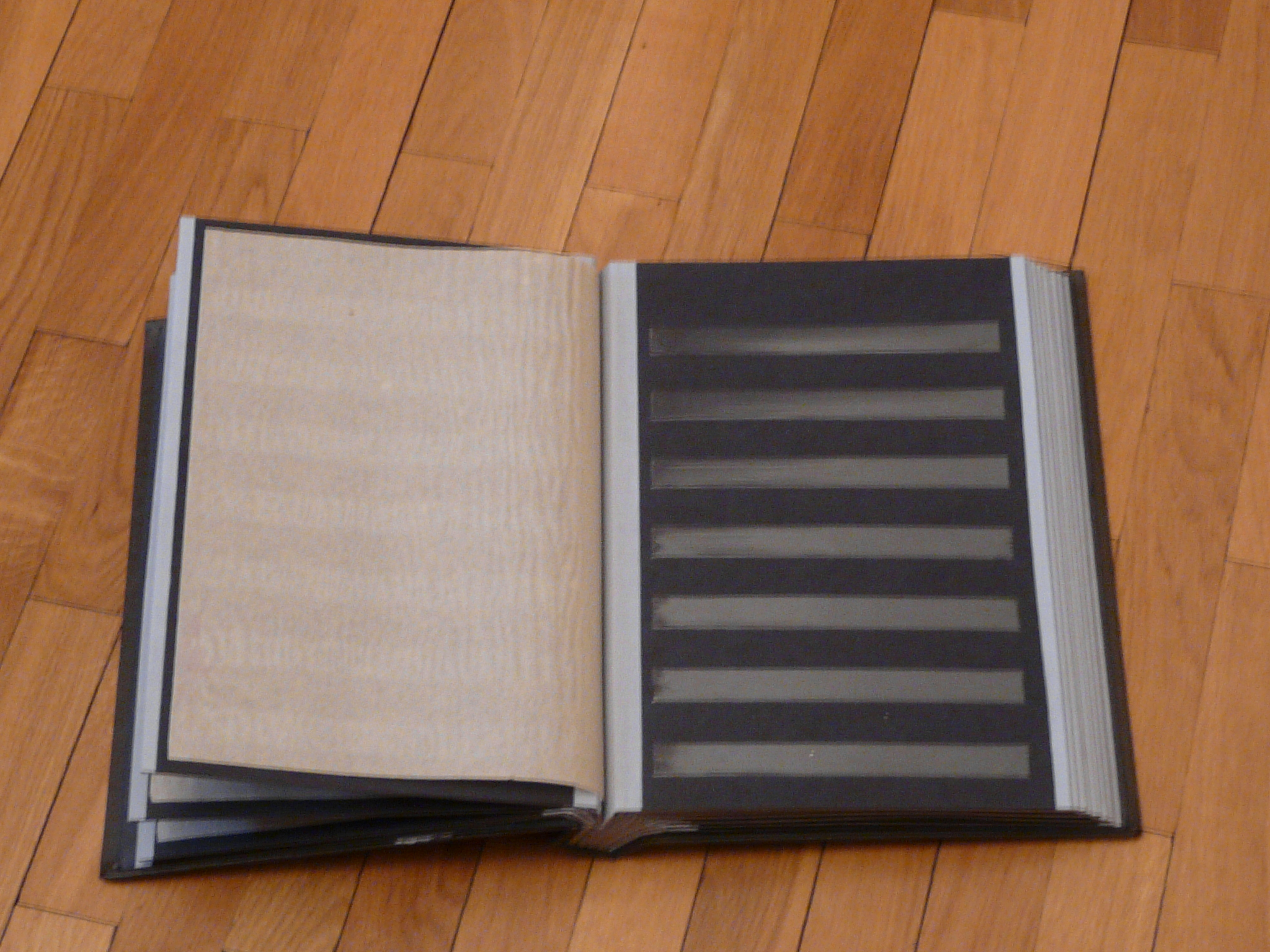
Frimärksalbum med fickor av glassinpapper

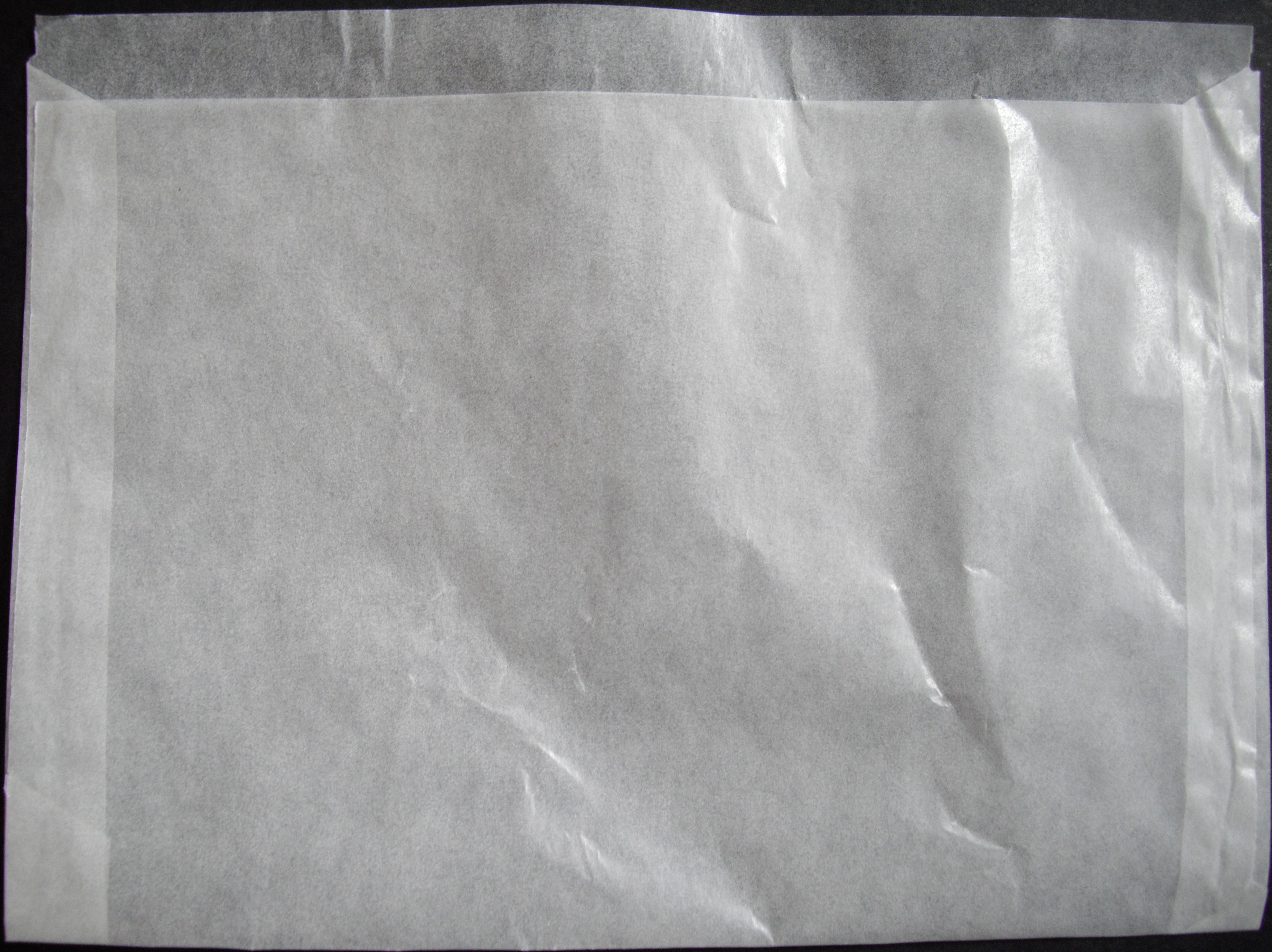
Glassinpapperskuvert

Glassinpapper är en papperskvalitet med en vikt på 30–80 gram per kvadratmeter.
Glassinpapper är ett genomskinligt papper med egenskaper liknande smörpapper. Det är ett tunt och tätt papper med en jämn och glatt yta. Papperet är fettresistent, utan kemikalier eller tillsatsmedel och kan lamineras med kartong.
Det är återvinningsbart, bryts ned biologiskt och bevarar en inslagen produkts arom.

## Tillverkning
Glassinpapper tillverkas genom nedbrytning av fibrerna i pappersmassan, vilken sedan pressas i formar och torkas för att slutligen rullas in mellan upphettade cylindrar i en kalander. Det tillverkas med hjälp av superkalandrering, det vill säga kalandrering inte bara i en omgång, utan i flera. Superkalandreringen åstadkommer att papperets fibrer plattas till och lägger sig i samma riktning.

## Användningsområden
- Som material för kuvert för att skydda och förvara frimärken.
- Som omslagspapper för livsmedel som marmeladkonfektyr, småkakor, chokladpraliner och bröd, eftersom det är fettresistent och tjänar bra till att separera enstaka bitar.
- Som doseringspåsar för medikamenter på sjukhus.
- Som mellanläggspapper inom bokbinderi, speciellt – med papper med neutralt pH-värde – för att skydda illustrationer från spillt klister.
- Som mellanläggspapper mellan foton i album för att skydda fotots ytskikt.
- Som det innersta omslaget till fyrverkeripjäser, eftersom det är fuktresistent.
- Som papper på vågskålar för vägning av kemikalier i laboratorier.
- Som avskiljare mellan målningar och grafiska konstverk, vilka lagras liggande.